# زغدریا
زغدریا (به عربی: زغدريا) یک منطقهٔ مسکونی در لبنان است که در شهرستان صیدا واقع شده‌است.